# Kanadas sju nationer
Kanadas sju nationer (franska Le Sept Nations du Canada) var en allians mellan de bofasta indiannationer vilka bodde på réductions med anknutna indianmissioner i Nya Frankrike. Förbundet uppgav 1767 att de sedan 1722 delade jaktmarker, när de fem ursprungliga medlemmarna hade gjort en sådan överenskommelse i den franske guvernörens närvaro.

## Organisation
Kanadas sju nationer var ett förbund där huronerna i Wendake tillerkändes den högsta värdigheten och kallades farbröder. Alla andra var bröder. Den franske guvernören (Onontio) och Frankrikes kung (Onontio-Goa) kallades fäder, med rätt att medla i tvister mellan förbundets medlemmar. Frankrikes övriga indianska allierade betraktades som brorsöner. Förhandlingar med indianer som bodde norr om Saint Lawrence sköttes av Kanesatake. Förhandlingar med Irokesförbundet genomfördes av Kahnawake. Nya Frankrikes guvernör och högre ämbetsmän besökte alltid de sju nationerna och deltog i deras krigsdanser innan gemensamma fransk-indianska fälttåg genomfördes.

## Historia
Kanadas sju nationer deltog som Frankrikes förbundna i kung Georgs krig och i de tidiga fälttågen under det fransk-indianska kriget. Efter Québecs fall 1760 började förbundet förhandla med Storbritannien och fick ställning som neutralt under resten av kriget. Förbundet fortsatte sin existens även sedan man vid freden i Paris 1763 överlåtit Kanada till Storbritannien. Den brittiske generalguvernören och den brittiske monarken inträdde i som fäder i deras franska motsvarigheters ställe. Omkring 1830 hade förbundet upphört att fungera som politisk enhet, även om släktskapsterminologin bibehölls mellan dess medlemmar.

## Medlemskap
Från väster till öster i Saint Lawrenceflodens dalgång bestod Kanadas sju nationer av:
| Réduction   | First Nation               | Belägenhet                                              | Existens         | Indianmission                                                                                    | Kongregation                 |
| ----------- | -------------------------- | ------------------------------------------------------- | ---------------- | ------------------------------------------------------------------------------------------------ | ---------------------------- |
| Oswegatchie | Onondaga                   | Ogdensburg, New York                                    | 1749–1806        | Mission-de-La-Présentation (Uppkallad efter Den saliga Jungfrun Marias tempelgång)               | Saint Sulpice-kongregationen |
| Akwesasne   | Mohawker                   | Där gränserna mellan New York, Ontario och Québec möts. | (1755) 1783–idag | Mission-de-Saint-Régis (Uppkallad efter Jean-François Regis, Jesuitordens skyddshelgon)          | Jesuitorden                  |
| Kahnawake   | Mohawker                   | Sault-Saint-Louis, Québec                               | (1676) 1716–idag | Mission Saint-Francois-Xavier (Uppkallad efter Frans Xavier)                                     | Jesuitorden                  |
| Kanesatake  | Mohawker Ojibwa Algonkiner | Oka, Lac des Deux Montagnes, Québec                     | (1667) 1721–idag | Mission-du-Lac-des-Deux-Montagnes                                                                | Saint Sulpice-kongregationen |
| Odanak      | Abenaki                    | Saint-François-du-Lac, Pierreville, Québec              | 1700–idag        | Mission du Saint-Francois-de-Sales (Uppkallad efter Frans av Sales)                              | Jesuitorden                  |
| Wôlinak     | Abenaki                    | Bécancour, Québec                                       | 1708–idag        | Mission-des-Abenakis                                                                             | Jesuitorden                  |
| Wendake     | Huroner                    | Village-des-Hurons, Loretteville, Québec                | (1650) 1697–idag | Mission-des-Hurons, Notre-Dame-de-Lorette (Uppkallad efter den italienska vallfartsorten Loreto) | Jesuitorden                  |